# Provinciale weg 974
De provinciale weg 974 (N974) is een provinciale weg in de Nederlandse provincie Groningen. De weg vormt een verbinding tussen de N365 bij Onstwedde en Stadskanaal.
Binnen de bebouwde kom van Onstwedde is de weg uitgevoerd als erftoegangsweg met een maximumsnelheid van 30 km/h. Tussen Onstwedde en Stadskanaal is de weg uitgevoerd tweestrooks-gebiedsontsluitingsweg met een maximumsnelheid van 80 km/h.
N34 · N46 · N351 · N353 · N354 · N355 · N356 · N357 · N358 · N359 · N360 · N361 · N362 · N363 · N364 · N365 · N366 · N367 · N368 · N369 · N370 · N371 · N372 · N373 · N374 · N375 · N376 · N377 · N378 · N379 · N380 · N381 · N382 · N383 · N384 · N385 · N386 · N387 · N388 · N390 · N391 · N392 · N393 · N398

N851 · N852 · N853 · N854 · N855 · N856 · N857 · N858 · N860 · N861 · N862 · N863 · N865 · N910 · N913 · N917 · N918 · N919 · N924 · N927 · N928 · N962 · N963 · N964 · N966 · N967 · N969 · N972 · N973 · N974 · N975 · N976 · N977 · N978 · N979 · N980 · N981 · N982 · N983 · N984 · N985 · N986 · N987 · N988 · N989 · N990 · N991 · N992 · N993 · N994 · N995 · N996 · N997 · N998 · N999

Cursief vermelde wegen zijn voormalige provinciale wegen.